# Lepthyphantes erigonoides
Lepthyphantes erigonoides este o specie de păianjeni din genul Lepthyphantes, familia Linyphiidae, descrisă de Schenkel, 1936. Conform Catalogue of Life specia Lepthyphantes erigonoides nu are subspecii cunoscute.